# Świniarka i pastuch
Świniarka i pastuch (ros. Свинарка и пастух, Swinarka i pastuch) – czarno-biała radziecka folklorystyczna komedia muzyczna  z 1941 roku w reżyserii Iwana Pyrjewa opisująca historię miłości wołogodzkiej świniarki do dagestańskiego pastucha. W filmie wykorzystano wiersze poety Wiktora Gusiewa oraz melodie Tichona Chriennikowa. Optymistyczna komedia była potrzebna w czasach wojny. Film przypominał o marzeniach z czasów pokoju. Nakazywał przy tym bronić ojczyzny oraz walczyć o wolność i zwycięstwo.

## Fabuła
Historia młodej świniarki – Głaszy Nawikowej i pasterza z północnych gór Kaukazu – Musaiba Gatujewa. Luźna intryga miłosna dzieje się na tle zwyczajów ludowych i krajobrazu radzieckiej wsi.

## Obsada
- Marina Ładynina jako świniarka Głasza Nawikowa
- Władimir Zieldin jako pastuch Musaib Gatujew
- Nikołaj Kriuczkow jako Kuźma Siergiejewicz (koniuch)

## Oglądalność
2 815 545 – liczba widzów od premiery do roku 1969.